# Berceni (stație de metrou)
Berceni (denumită între 1986 și 2009 Depoul IMGB sau IMGB 2) este o stație de metrou din București. Pe langă stația Tudor Arghezi, este o stație supraterană. În apropierea stației se află Depoul Metrorex Berceni care întreține trenurile de pe Magistrala 2.
Depoul IMGB (azi Berceni) a fost construit lângă zona industrială IMGB și uzinele IMGB. În urma unor dezbateri publice, la care au participat locuitori ai Capitalei și Agenția de Strategii Guvernamentale, noua denumire a stației este Berceni. Stația Berceni fusese singura și prima stație a metroului bucureștean care se afla la suprafață.